# Maxtor (Nürnberg)

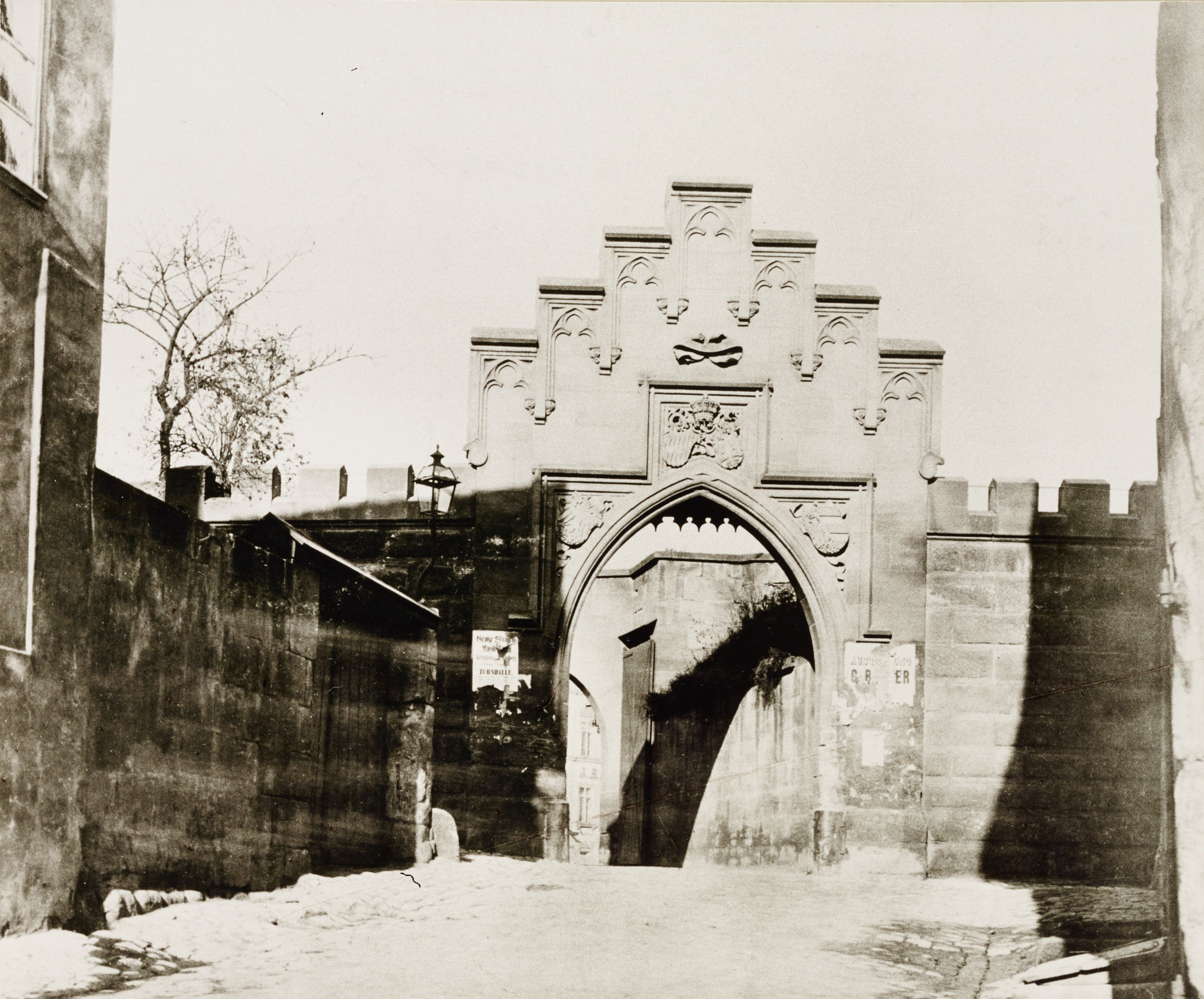
Maxtor von außen, 1868

Das Maxtor war ein Stadttor durch die Nürnberger Stadtmauer. Heute ist das Tor vollständig verschwunden und der Begriff bezeichnet nur die Lücke in der Stadtmauer, die sich nach Westen und Osten erstreckt. Die Lücke dient als einer der Hauptverkehrszugänge zur nördlichen Nürnberger Altstadt. 

## Geschichte
1848 wurde das Maxtor durch Bernhard Solger als neugotisches Torhaus errichtet. Es sollte damit die südlich gelegene Tetzelgasse der Sebalder Altstadt an die Nordstadt angebunden werden. Das Tor wurde nach dem bayerischen König Maximilian II benannt und schon 1877 zusammen mit dem Fröschturm wegen des wachsenden Verkehrs abgerissen und der Stadtgraben aufgeschüttet. In der folgenden Zeit bildete sich für das Gebiet der Nordstadt hinter dem Maxtor der Name „Maxvorstadt“.

## Umgebung

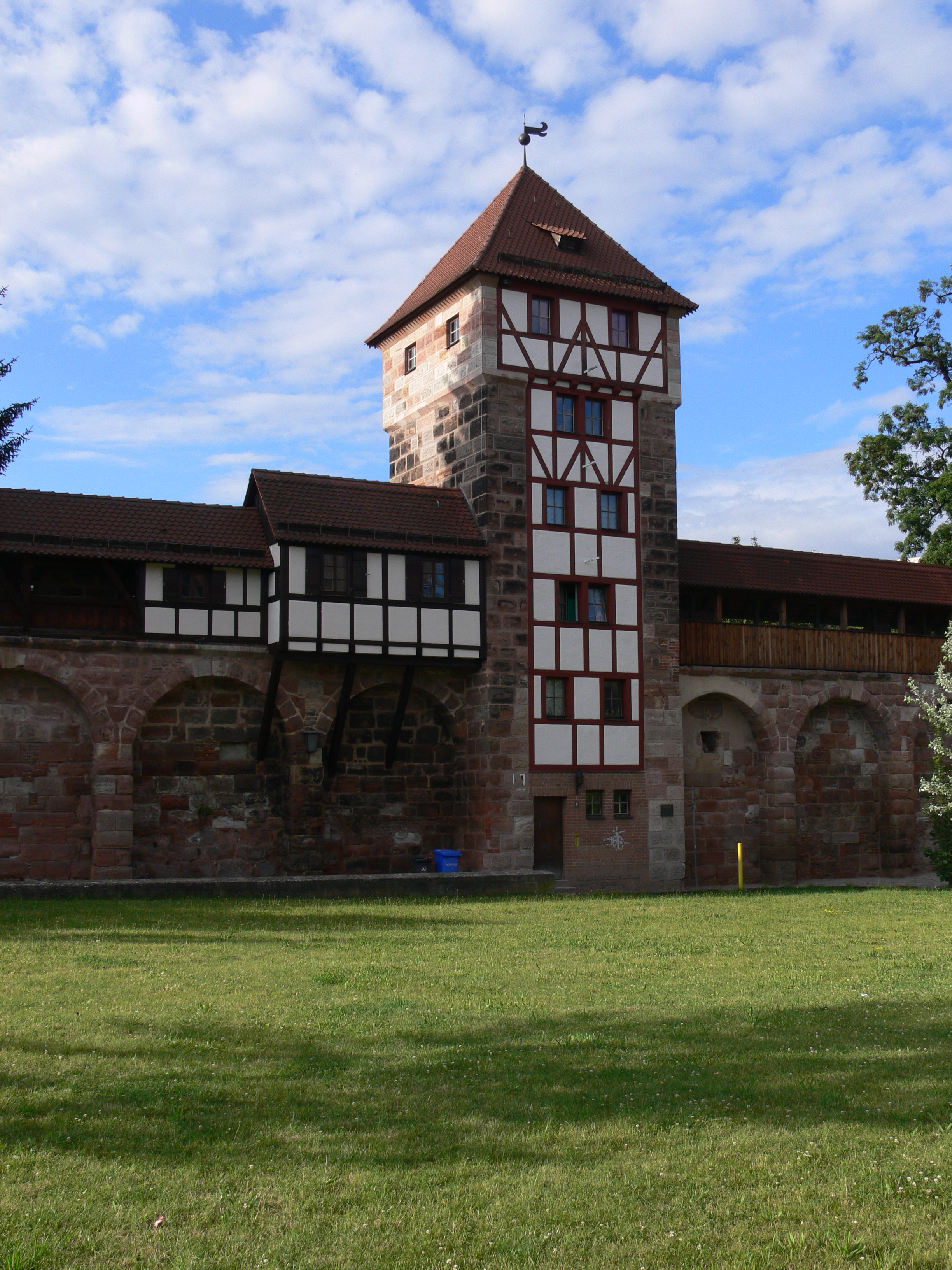
Maxtormauer Turm schwarzes H

Der Abschnitt der Stadtmauer zwischen Maxtor und Laufer Tor heißt Maxtormauer. Danach wurden die innerhalb der Mauer liegende Gasse Maxtormauer und die außerhalb gelegene Straße Maxtorgraben benannt. Südlich sind die Sieben Zeilen gelegen. Im Osten, am nördlichsten Punkt der Maxtormauer, steht der Küblerzwinger. Er wurde 1527 als zweite Rundbastion in Nürnberg errichtet und zunächst „Backofen“ genannt.
Im östlichen Abschnitt befand sich bis in die 1960er Jahre eine kleine Polizeidienststelle.